# Lee Radziwill
Caroline Lee Bouvier (New York, 1933. március 3. – New York-Manhattan, 2019. február 15.) Jacqueline Lee Bouvier Kennedy Onassis testvérhúga, III. John Vernou Bouvier és Janet Norton Lee második leánya.

## Életpályája
A kislány a középső nevét anyai nagyapjáról, James T. Lee-ről kapta. Miután szüleik elváltak, a lányok édesanyja 1942. június 21-én újból férjhez ment, ezúttal Hugh Dudley Auchincloss Jr.-hoz, a vagyonos tőzsdebrókerhez, akitől újabb két gyermeke született, Janet 1945-ben és James 1947-ben.
Caroline összesen háromszor állt oltár elé, először 1953 áprilisában Michael Temple Canfield-del, akitől 1959-ben különvált, házasságukat pedig a római katolikus egyház 1962 novemberében semmissé nyilvánította. 1959. március 19-én ismét férjhez ment, ezúttal Stanisław Albrecht Radziwiłł lengyel herceghez, akitől öt hónappal az esküvő után fia született, Anthony Radziwill, egy évvel később pedig egy lányuk, Anna Christina Radziwill. A pár 1974. március 3-án hivatalosan is elvált, 1979-ben pedig Caroline eljegyezte magát a kaliforniai hotelmágnás Newton Cope-pal, azonban mindössze öt perccel a ceremónia kezdete előtt lefújták az esküvőt.
Harmadik férjéhez, Herbert Ross-hoz 1988. szeptember 23-án ment nőül, aki filmrendező és koreográfus is volt egyben, s akitől 2001-ben vált el, nem sokkal a férfi halála előtt. Carolineról nevezte el nővére, Jackie Kennedy a John F. Kennedyvel közös lányát. Jackie 1994. május 19-én, 64 évesen hunyt el, nyirokmirigy-daganat következtében.